# Карлос Суарес (футболіст)
Карлос Суарес (ісп. Carlos Suárez Valdéz; нар. 26 квітня 1992, Сан-Феліпе) — венесуельський футболіст, півзахисник.
Виступав, зокрема, за клуб «Каракас», а також національну збірну Венесуели.

## Клубна кар'єра
У дорослому футболі дебютував 2010 року виступами за команду клубу «Каракас», в якій провів два сезони, взявши участь у 15 матчах чемпіонату.
Один сезон з 2012 по 2013 роки перебував в оренді клубу «Португеса».
Частину сезону 2013 року виступав у складі клубу «Депортіво Ла Гвайра».
До складу клубу «Карабобо» приєднався 2014 року. Відіграв за команду з Валенсії 140 матчів в національному чемпіонаті.
Влітку 2018 року перейшов до клубу «Монагас» у складі якого відіграв два сезони, за виключенням 2019 коли на правах оренди захищав кольори чилійського «Куріко Унідо».
У 2021 році Карлос виступав у складі чилійської команди «Депортес Меліпілья».
У 2022 році повернувся до клубу «Каракас», де відіграв сезон. Надалі виступав за нижчолігові команди Венесуели.

## Виступи за збірну
2016 року дебютував в офіційних матчах у складі національної збірної Венесуели. Провів у формі головної команди країни 1 матч.
У складі збірної був учасником Кубка Америки 2016 року у США.

## Титули і досягнення
- Бронзовий призер Боліваріанських ігор: 2009